# Franciscaines de l'Immaculée Conception de Lipari
Les Franciscaines de l'Immaculée Conception de Lipari (en latin : Instituti Sororum Franciscalium ab Immaculata Conceptione Liparensium) forment une congrégation religieuse enseignante et hospitalière de droit pontifical.

## Histoire
En 1898, Giovanna Profilio (1873-1956), originaire de l'île de Lipari et dont la famille a émigré aux États-Unis, entre chez les franciscaines d'Allegany dans l'État de New York. Le 14 juillet 1899, elle reçoit l'habit franciscain et prend le nom de sœur Florence. Peu de temps après, l'évêque de Lipari, Francesco Maria Raiti (it), lui demande de retourner dans son île natale. Elle demande d'abord conseil à Diomede Falconio, franciscain réformé et délégué apostolique aux États-Unis, puis accepte l'invitation et rentre en Italie le 7 février 1905.
La première maison est ouverte à Lipari le 30 octobre 1905 avec l'arrivée des premières postulantes. Le 1er novembre suivant, Mgr Raiti publie le décret approuvant les constitutions des franciscaines de l'Immaculée Conception de Lipari qui ont pour but de s'occuper des orphelins. Le 3 décembre 1905, sœur Florence prononce ses vœux temporaires entre les mains de l'évêque. Le 2 août 1906, elle fait sa profession perpétuelle ; elle est nommée fondatrice et première supérieure générale, gardant cette charge jusqu'à sa mort. 
L'institut est agrégé à l'ordre des frères mineurs le 4 juillet 1938, il reçoit le décret de louange le 25 avril 1949 et ses constitutions sont définitivement approuvées le 7 mars 1958.

## Activités et diffusion
Les sœurs se consacrent à l'enseignement et à l'assistance aux malades.
Elles sont présentes en:
- Europe : Italie.
- Amérique : Brésil, Pérou.

La maison-mère est à Rome.
En 2017, la congrégation comptait 67 sœurs dans 21 maisons.